# Temporada 2021 del Campeonato Brasileño de Motovelocidade
La temporada 2021 del Campeonato Brasileño de Motovelocidade es la 6.ª edición sin el sello del Moto 1000 GP y la 11.ª edición del Campeonato Brasileño de Motovelicidade.
El "Campeonato Brasileño de Moto 1000 GP" es la principal categoría de motociclismo en Brasil junto con Campeonato Brasileño de Superbikes. Fue creado en 2011. y ha sido gestionado desde su fundación por la empresa de Alex Barros.
Una superbike (abreviado a menudo como SBK) es un tipo de motocicleta que se utiliza en competiciones de motociclismo de velocidad, entre ellas el Campeonato Mundial de Superbikes y el Campeonato Mundial de Motociclismo de Resistencia. A diferencia de las motocicletas usadas en el Campeonato Mundial de Motociclismo, las superbikes deben ser modelos derivados de los de serie. Esto las hace menos costosas de desarrollar y mantener, por lo cual varios campeonatos nacionales de motociclismo de velocidad se disputan con ellas.
Para que las marcas de motocicletas puedan usar sus motocicletas en los campeonatos, deben primero homologarlas y vender una cierta cantidad de unidades al público. Según el campeonato, se permite la modificación de suspensiones, frenos y ruedas. Los motores son de alta cilindrada: entre 850 y 1200 cc para motores bicilíndricos, y entre 750 y 1000 cc para los de cuatro cilindros. Hasta mediados de la década de 1990, también se permitieron motores de dos tiempos en lugar de cuatro tiempos, en este caso de hasta 500 cc de cilindrada.

## Calendario
| Ronda | Fecha           | Gran Premio              | Circuito                             | Ciudad          | Horário | Info  |
| ----- | --------------- | ------------------------ | ------------------------------------ | --------------- | ------- | ----- |
| 1     | 6 de julio      | Grande Prêmio Potenza    | Autódromo Potenza                    | Lima Duarte, MG | 13h38   | [ 2 ] |
| 2     | 27 de julio     | Grande Prêmio Goiás      | Autódromo Internacional Ayrton Senna | Goiânia, GO     | 12h40   | [ 3 ] |
| 3     | 1 de agosto     | Grande Prêmio Pirelli    | Autódromo Internacional Ayrton Senna | Goiânia, GO     | 13h55   | [ 4 ] |
| 4     | 24 de octubre   | Grande Prêmio Curvelo    | Circuito dos Cristais                | Curvelo,MG      | 12h10   | [ 5 ] |
| 5     | 28 de noviembre | Grande Prêmio de Goiânia | Autódromo Internacional Ayrton Senna | Goiânia, GO     | 13h10   | [ 6 ] |

## Equipos y pilotos

### Superbike
| Equipo                   | Constructor | Moto                  | Neu. | N.º | Piloto                       | Rondas  |
| ------------------------ | ----------- | --------------------- | ---- | --- | ---------------------------- | ------- |
| Dazzi Racing             | BMW         | BMW S1000RR           | P    | 2   | Rodrigo Dazzi                | Todas   |
| Dazzi Racing             | BMW         | BMW S1000RR           | P    | 86  | Wendell Vaz                  | 2-3 y 5 |
| Martini Racing           | Kawasaki    | Kawasaki Ninja ZX-10R | P    | 57  | Luís Bertoli                 | Todas   |
| Martini Racing           | Kawasaki    | Kawasaki Ninja ZX-10R | P    | 32  | Rodrigo Hayashi              | 2-3 y 5 |
| Kremer Racing            | BMW         | BMW S1000RR           | P    | 56  | Pedro Lins                   | Todas   |
| Kremer Racing            | BMW         | BMW S1000RR           | P    | 70  | Raphael Santos               | 2-3 y 5 |
| Panasport Team           | Ducati      | Ducati 1299R Panigale | M    | 36  | Marcelo Miarelli             | Todas   |
| Panasport Team           | Ducati      | Ducati 1299R Panigale | M    | 72  | Alan Dantas Souza            | 1 y 3-5 |
| Cougar Primagaz Racing   | BMW         | BMW S1000RR           | P    | 17  | Gleidson Matsubara "Babinha" | 2-3 y 5 |
| Cougar Primagaz Racing   | BMW         | BMW S1000RR           | P    | 21  | Luís Ferraz                  | 2-3 y 5 |
| RC Racing                | Honda       | Honda CBR 1000RR      | P    | 98  | Eduardo Barros               | 1-3     |
| Brun Motorsport          | Yamaha      | Yamaha YZF R1         | M    | 78  | Breno Pinto                  | 2 y 4   |
| Bieri Racing             | Aprilia     | Aprilia RSV4          | M    | 23  | Victor Villaverde            | 5       |
| Advan Sports Nova        | BMW         | BMW S1000RR           | P    | 6   | Daniel Sánches               | 1-2     |
| Advan Sports Nova        | BMW         | BMW S1000RR           | P    | 42  | Leandro Pardini              | 3       |
| From A Racing            | Kawasaki    | Kawasaki Ninja ZX-10R | M    | 22  | Juliano Ferrante             | 2       |
| From A Racing            | Kawasaki    | Kawasaki Ninja ZX-10R | M    | 3   | Marcelo Skaf                 | 3       |
| Obermaier Racing         | Suzuki      | Suzuki GSX-R 1000     | M    | 54  | Rodrigo de Giovanni          | 5       |
| Obermaier Racing         | Suzuki      | Suzuki GSX-R 1000     | M    | 64  | Roberto Ribeiro              | 3 y 5   |
| Hoshino Racing           | Kawasaki    | Kawasaki Ninja ZX-10R | P    | 34  | William Barros               | Todas   |
| Hoshino Racing           | Kawasaki    | Kawasaki Ninja ZX-10R | P    | 58  | Alexandre Antônio            | Todas   |
| Central 20 Racing Team   | BMW         | BMW S1000RR           | M    | 80  | Iovandes Menezes "Natural"   | 2-3 y 5 |
| Central 20 Racing Team   | BMW         | BMW S1000RR           | M    | 69  | Antônio Perdigão Jr          | 2-3 y 5 |
| Krauly Racing            | Kawasaki    | Kawasaki Ninja ZX-10R | P    | 76  | Victor Azevedo Oliveira      | 1 y 4   |
| Krauly Racing            | Kawasaki    | Kawasaki Ninja ZX-10R | P    | 15  | Christian Simonit            | 4       |
| Cosmic Racing            | Honda       | Honda CBR 1000RR      | P    | 99  | Caio de Lima Cordeiro        | 2-3 y 5 |
| Cosmic Racing            | Honda       | Honda CBR 1000RR      | P    | 75  | Érico Veríssimo              | 3       |
| Dome Motorsport          | Ducati      | Ducati 1299R Panigale | P    | 49  | Thiago Mendes                | 2-3 y 5 |
| Dome Motorsport          | Ducati      | Ducati 1299R Panigale | P    | 10  | Alexandre Silvestre          | 3       |
| Bussi Racing             | BMW         | BMW S1000RR           | P    | 63  | Demétrius Machado            | 1       |
| Bussi Racing             | BMW         | BMW S1000RR           | P    | 61  | Jefferson Bezerra            | 3       |
| Auto Beaurex Motorsport  | Suzuki      | Suzuki GSX-R 1000     | M    | 43  | Marcus Bessa                 | 5       |
| Kumsan Tiger Team        | BMW         | BMW S1000RR           | M    | 25  | Tiago Dellanegra             | 3 y 5   |
| Kumsan Tiger Team        | BMW         | BMW S1000RR           | M    | 87  | Daniel Barbosa               | 3       |
| Alpha Cubic Racing Team  | Kawasaki    | Kawasaki Ninja ZX-10R | M    | 62  | Artur Plínio da Silva        | 3       |
| Hasemi Motorsport        | Sundown     | Sundown W1000         | M    | 29  | Cassius Vinícius Moreira     | 5       |
| Trust Racing Team        | Kawasaki    | Kawasaki Ninja ZX-10R | M    | 73  | Hugo Bezerra                 | 3       |
| Rays Racing Division     | Kawasaki    | Kawasaki Ninja ZX-10R | P    | 88  | Jirios Semaan Abboud         | Todas   |
| Rays Racing Division     | Kawasaki    | Kawasaki Ninja ZX-10R | P    | 44  | Michel Semaan Abboud         | Todas   |
| EMKA Productions Ltd.    | BMW         | BMW S1000RR           | M    | 96  | Ricardo Hayashi              | 2-3 y 5 |
| EMKA Productions Ltd.    | BMW         | BMW S1000RR           | M    | 77  | Lúcio Mauro Herani           | 2-3 y 5 |
| EMKA Productions Ltd.    | BMW         | BMW S1000RR           | M    | 30  | Valteir Ribeiro              | 3       |
| Spice Engineering        | KTM         | KTM RC 1000           | M    | 39  | Marcelo Strunk               | 1-2 y 4 |
| Jean-Philippe Grand Prix | Ducati      | Ducati 1299R Panigale | M    | 84  | Danilo Margiotta             | 2       |
| Euro Racing              | Suzuki      | Suzuki GSX-R 1000     | M    | 46  | Geraldo Baeta                | 1       |
| GSR Team                 | Kawasaki    | Kawasaki Ninja ZX-10R | P    | 81  | Fernando Sobral              | 2-3     |
| GSR Team                 | Kawasaki    | Kawasaki Ninja ZX-10R | P    | 55  | Renato Vale                  | 1       |

| Leyenda             |
| ------------------- |
| Piloto regular      |
| Piloto invitado     |
| Piloto de reemplazo |

### Supersport 600
| Equipo                  | Constructor | Moto                 | Neu. | N.º | Piloto                   | Rondas  |
| ----------------------- | ----------- | -------------------- | ---- | --- | ------------------------ | ------- |
| Gebhardt Motorsport     | Ducati      | Ducati Panigale V4S  | M    | 1   | Rubens Mesquita          | Todas   |
| Team Labatt             | Kawasaki    | Kawasaki Ninja ZX-6R | P    | 36  | Wélber Barros            | Todas   |
| ADA Engineering         | Kawasaki    | Kawasaki Ninja ZX-6R | P    | 69  | Ronaldo Viana            | 2       |
| ADA Engineering         | Kawasaki    | Kawasaki Ninja ZX-6R | P    | 22  | Guilherme Guedes         | 3       |
| ADA Engineering         | Kawasaki    | Kawasaki Ninja ZX-6R | P    | 74  | Gustavo Sotto            | 5       |
| ADA Engineering         | Kawasaki    | Kawasaki Ninja ZX-6R | P    | 43  | Pablo Rocha              | 4       |
| Ecurie Ecosse           | Suzuki      | Suzuki GSX-R 600     | P    | 12  | Gílson Melo Jr           | 3       |
| Carma FF                | Honda       | Honda CBR 600RR      | P    | 34  | Régis Santos             | Todas   |
| Carma FF                | Honda       | Honda CBR 600RR      | P    | 78  | Marcos Vinícius da Silva | 3       |
| Grifo Autoracing        | Gas Gas     | GasGas GS 600        | P    | 65  | Guilherme Portela        | 5       |
| Castrol Racing          | Kawasaki    | Kawasaki Ninja ZX-6R | P    | 76  | Alex Pires               | Todas   |
| Castrol Racing          | Kawasaki    | Kawasaki Ninja ZX-6R | P    | 39  | Olímpio Antônio Filho    | 2-3 y 5 |
| Castrol Racing          | Kawasaki    | Kawasaki Ninja ZX-6R | P    | 90  | Luiz Imparato            | 2 y 5   |
| Castrol Racing          | Kawasaki    | Kawasaki Ninja ZX-6R | P    | 80  | Vicente Flores           | 2 y 5   |
| Castrol Racing          | Kawasaki    | Kawasaki Ninja ZX-6R | P    | 28  | Naildo Emídio da Silva   | 2-3     |
| Cerciari School Racing  | Honda       | Honda CBR 600RR      | P    | 53  | Luiz Cerciari            | 3       |
| Cerciari School Racing  | Honda       | Honda CBR 600RR      | P    | 41  | Arthur Meurer            | 2       |
| Bassaler Engineering    | Yamaha      | Yamaha YZF-R6        | M    | 87  | Rodrigo Gregório         | 1 y 4   |
| Bassaler Engineering    | Yamaha      | Yamaha YZF-R6        | M    | 94  | Lucca Melo               | 5       |
| Bassaler Engineering    | Yamaha      | Yamaha YZF-R6        | M    | 15  | Diego Haddad             | 1 y 4   |
| Mr S Racing Product     | Kawasaki    | Kawasaki Ninja ZX-6R | P    | 13  | Jefferson Oliveira       | Todas   |
| Mr S Racing Product     | Kawasaki    | Kawasaki Ninja ZX-6R | P    | 66  | Daniel Zapelini          | 2-3 y 5 |
| Mr S Racing Product     | Kawasaki    | Kawasaki Ninja ZX-6R | P    | 2   | Rafael Milazzo           | 1 y 4   |
| Mr S Racing Product     | Kawasaki    | Kawasaki Ninja ZX-6R | P    | 27  | Magson Martins           | 2-3 y 5 |
| Strandell Motors        | Triumph     | Triumph Daytona 675R | P    | 23  | Gabriel Simões           | 4       |
| Strandell Motors        | Triumph     | Triumph Daytona 675R | P    | 92  | Moacir Bastos            | 4       |
| Baker Promotions        | Kawasaki    | Kawasaki Ninja ZX-6R | P    | 93  | Igor Monteiro            | 1 y 4   |
| Baker Promotions        | Kawasaki    | Kawasaki Ninja ZX-6R | P    | 57  | Darlan Correia           | 2-3     |
| Baker Promotions        | Kawasaki    | Kawasaki Ninja ZX-6R | P    | 96  | Pedro Henrique Amaral    | 2       |
| Baker Promotions        | Kawasaki    | Kawasaki Ninja ZX-6R | P    | 42  | Fernando Amorim          | 2       |
| Bartlett Chevron Racing | Triumph     | Triumph Daytona 675R | M    | 79  | Alysson Santos           | 1       |
| Garage Itália           | Kawasaki    | Kawasaki Ninja ZX-6R | M    | 77  | Franco Pandolfino        | 3       |
| Garage Itália           | Kawasaki    | Kawasaki Ninja ZX-6R | M    | 37  | José Anízio Ferreira     | 2-3     |
| Garage Itália           | Kawasaki    | Kawasaki Ninja ZX-6R | M    | 4   | Alexandre Gonçalves      | 2       |

| Leyenda             |
| ------------------- |
| Piloto regular      |
| Piloto invitado     |
| Piloto de reemplazo |

### Supersport 300
| Equipo                                      | Constructor | Moto                | Neu. | N.º | Piloto                               | Rondas  |
| ------------------------------------------- | ----------- | ------------------- | ---- | --- | ------------------------------------ | ------- |
| NM Racing Team                              | BMW         | BMW MRD400          | M    | 5   | Adalberto Pereira                    | Todas   |
| Racing Technology                           | Kawasaki    | Kawasaki Ninja Z400 | P    | 80  | João Fascinelli                      | Todas   |
| Racing Technology                           | Kawasaki    | Kawasaki Ninja Z400 | P    | 22  | Raphael Teixeira                     | 5       |
| Tecfil Racing Team                          | BMW         | BMW MRD400          | M    | 36  | Danilo Lewis                         | 5       |
| Baporo Motorsport                           | Kawasaki    | Kawasaki Ninja Z400 | P    | 9   | Ronaldo Viana                        | 1-3 y 5 |
| Baporo Motorsport                           | Kawasaki    | Kawasaki Ninja Z400 | P    | 31  | Marcelo Skaf                         | 2       |
| CD Sport                                    | Kawasaki    | Kawasaki Ninja Z400 | P    | 94  | Magno Santana                        | 1-3     |
| CD Sport                                    | Kawasaki    | Kawasaki Ninja Z400 | P    | 73  | Luís Carlos Monteiro                 | 5       |
| Poet Motorcycles OpX Networks               | Kawasaki    | Kawasaki Ninja Z400 | M    | 54  | Raphael Lopes                        | Todas   |
| Poet Motorcycles OpX Networks               | Kawasaki    | Kawasaki Ninja Z400 | M    | 28  | Raquel Vaz                           | 2-3 y 5 |
| Motostar Racing                             | Triumph     | Triumph SS400       | M    | 26  | Renan Carvalho                       | 2 y 4   |
| Motostar Racing                             | Triumph     | Triumph SS400       | M    | 88  | José Sampaio Jr                      | 5       |
| OBS Solutions                               | BMW         | BMW MRD400          | P    | 2   | Fernando Basso                       | 3 y 5   |
| OBS Solutions                               | BMW         | BMW MRD400          | P    | 18  | Silas Oliveira                       | 5       |
| Kutzler Express Inc. Woodstock              | Kawasaki    | Kawasaki Ninja Z400 | P    | 77  | Wesley Ramos                         | 2-3 y 5 |
| Kutzler Express Inc. Woodstock              | Kawasaki    | Kawasaki Ninja Z400 | P    | 97  | Vítor Avancini                       | 1       |
| The Bud Builders LLC Blood Money Racing     | Kawasaki    | Kawasaki Ninja Z400 | P    | 17  | Vinícius Freire                      | 4       |
| The Bud Builders LLC Blood Money Racing     | Kawasaki    | Kawasaki Ninja Z400 | P    | 95  | Raphael Brito                        | 2       |
| Motoextreme                                 | Aprilia     | Aprilia Piaggio 300 | P    | 55  | Diego Hilel                          | Todas   |
| Motoextreme                                 | Aprilia     | Aprilia Piaggio 300 | P    | 8   | Humberto Maier "Turquinho Jr"        | 4-5     |
| Motoextreme                                 | Aprilia     | Aprilia Piaggio 300 | P    | 63  | Vinícius Melo                        | 2       |
| Complete Racing Solutions Munson Excavating | Yamaha      | Yamaha YZF-R3       | M    | 47  | Filipe Campos                        | Todas   |
| Complete Racing Solutions Munson Excavating | Yamaha      | Yamaha YZF-R3       | M    | 48  | Édson Luiz Barreto                   | 1-4     |
| Cerciari School Racing                      | Honda       | Honda CBR 500R      | M    | 29  | Christian Cerciari                   | 3       |
| Cerciari School Racing                      | Honda       | Honda CBR 500R      | M    | 15  | Arthur Meurer                        | 3 y 5   |
| Farren Racing                               | Yamaha      | Yamaha YZF-R3       | P    | 98  | Eduardo Burr                         | 4-5     |
| Farren Racing                               | Yamaha      | Yamaha YZF-R3       | P    | 59  | Luís Henrique Tavares                | 1-4     |
| Farren Racing                               | Yamaha      | Yamaha YZF-R3       | P    | 78  | Alexandre Terlizzi                   | 1 y 4   |
| Robs Performance                            | Yamaha      | Yamaha YZF-R3       | M    | 34  | Lucca Melo                           | 2-3     |
| Robs Performance                            | Yamaha      | Yamaha YZF-R3       | M    | 62  | Mauro Amâncio                        | 1-4     |
| Team 30 Plus                                | Yamaha      | Yamaha YZF-R3       | M    | 87  | Kauã Oliveira                        | 1 y 3   |
| Team 30 Plus                                | Yamaha      | Yamaha YZF-R3       | M    | 25  | Guilherme Fernandes "Gui Foguetinho" | 2-3     |
| JMR Suspension                              | Yamaha      | Yamaha YZF-R3       | M    | 99  | Heitor Matos                         | Todas   |
| JMR Suspension                              | Yamaha      | Yamaha YZF-R3       | M    | 7   | Wallace Dias                         | 1-4     |
| MFR Racing                                  | Yamaha      | Yamaha YZF-R3       | M    | 45  | Miguel Henrique Nascimento           | 1       |
| MFR Racing                                  | Yamaha      | Yamaha YZF-R3       | M    | 50  | Marcus Heringer                      | 1       |
| Team TAGMX                                  | Yamaha      | Yamaha YZF-R3       | P    | 83  | Caique Lanna Menezes                 | 1       |
| Monty's Automotive                          | Yamaha      | Yamaha YZF-R3       | P    | 19  | Pedro Henrique de Sousa              | 4-5     |
| Monty's Automotive                          | Yamaha      | Yamaha YZF-R3       | P    | 91  | Christian Nagao                      | 2-3     |
| Cooper Racing                               | Kawasaki    | Kawasaki Ninja Z400 | M    | 14  | Evandro Lima                         | 2       |
| Cooper Racing                               | Kawasaki    | Kawasaki Ninja Z400 | M    | 32  | Anderson Fernandes                   | 3       |
| SC Sporthomes                               | Kawasaki    | Kawasaki Ninja Z400 | M    | 39  | Marcello Linhares                    | 2-5     |
| SC Sporthomes                               | Kawasaki    | Kawasaki Ninja Z400 | M    | 1   | William Barbosa                      | 2-5     |
| Showcase Racing                             | Kawasaki    | Kawasaki Ninja Z400 | M    | 53  | Elton Nunes                          | Todas   |
| Showcase Racing                             | Kawasaki    | Kawasaki Ninja Z400 | M    | 24  | José Rubens Ferreira Jr              | 2       |
| FDR Motorsports                             | Kawasaki    | Kawasaki Ninja Z400 | P    | 52  | Guto Figueiredo                      | 1 y 3   |
| FDR Motorsports                             | Kawasaki    | Kawasaki Ninja Z400 | P    | 11  | Luciano Nonato                       | 4       |

| Leyenda             |
| ------------------- |
| Piloto regular      |
| Piloto invitado     |
| Piloto de reemplazo |

### Yamalube R3 bLU cRU Cup South America - Categoría Talent
| Equipo                  | Constructor | Moto          | Neu. | N.º | Piloto                      | Rondas  |
| ----------------------- | ----------- | ------------- | ---- | --- | --------------------------- | ------- |
| Santucci Motorsport     | Yamaha      | Yamaha YZF-R3 | P    | 41  | Enzo Valentim Garcia        | Todas   |
| Santucci Motorsport     | Yamaha      | Yamaha YZF-R3 | P    | 2   | Facundo Mora                | Todas   |
| MB Performance          | Yamaha      | Yamaha YZF-R3 | P    | 59  | Kevin Fontainha             | Todas   |
| MB Performance          | Yamaha      | Yamaha YZF-R3 | P    | 33  | Enzo Maccapani              | Todas   |
| Pilette Speed Tradition | Yamaha      | Yamaha YZF-R3 | P    | 60  | Gustavo Manso               | Todas   |
| Pilette Speed Tradition | Yamaha      | Yamaha YZF-R3 | P    | 27  | Kaiwan Freire "Kaká Fumaça" | Todas   |
| Weldsports              | Yamaha      | Yamaha YZF-R3 | P    | 1   | João Fascinelli             | Todas   |
| Weldsports              | Yamaha      | Yamaha YZF-R3 | P    | 36  | Brayann Ligeirinho          | Todas   |
| Duesenberg Racing       | Yamaha      | Yamaha YZF-R3 | P    | 90  | Renan Fui                   | Todas   |
| Duesenberg Racing       | Yamaha      | Yamaha YZF-R3 | P    | 63  | Fábio Florian               | Todas   |
| Lovell Motorsport       | Yamaha      | Yamaha YZF-R3 | P    | 99  | João Arratia                | Todas   |
| Lovell Motorsport       | Yamaha      | Yamaha YZF-R3 | P    | 53  | Caíque Lanna Menzes         | Todas   |
| Kleiman Autosport       | Yamaha      | Yamaha YZF-R3 | P    | 38  | Cauã Rodrigues              | Todas   |
| Kleiman Autosport       | Yamaha      | Yamaha YZF-R3 | P    | 22  | Alzhan Barrossi             | 1-4     |
| TRAC Team               | Yamaha      | Yamaha YZF-R3 | P    | 34  | Enzo Calgaroto Valentim     | 1 y 3-5 |
| TRAC Team               | Yamaha      | Yamaha YZF-R3 | P    | 37  | Matheus Machado             | Todas   |
| Movisport               | Yamaha      | Yamaha YZF-R3 | P    | 65  | Julian Nascimento           | 2-5     |
| Movisport               | Yamaha      | Yamaha YZF-R3 | P    | 64  | Nicolás London              | 4       |
| RGA Sportsmanship       | Yamaha      | Yamaha YZF-R3 | P    | 4   | Lucca Augusto Mello         | Todas   |
| RGA Sportsmanship       | Yamaha      | Yamaha YZF-R3 | P    | 3   | Rafinha Fernandes           | Todas   |
| Rangoni Motorsport      | Yamaha      | Yamaha YZF-R3 | P    | 20  | Miguel Henrique "Carioca"   | 1-3     |
| Rangoni Motorsport      | Yamaha      | Yamaha YZF-R3 | P    | 16  | Leopoldo Manella            | 1-3 y 5 |
| Top Run Racing          | Yamaha      | Yamaha YZF-R3 | P    | 84  | Kauan Calgaroto             | 1 y 3-5 |
| Top Run Racing          | Yamaha      | Yamaha YZF-R3 | P    | 49  | Alex Kauã                   | Todas   |
| Vaccari Motori          | Yamaha      | Yamaha YZF-R3 | P    | 8   | Filipe Campos               | Todas   |
| Vaccari Motori          | Yamaha      | Yamaha YZF-R3 | P    | 77  | Lucas Isaias                | 1-3     |

| Leyenda             |
| ------------------- |
| Piloto regular      |
| Piloto invitado     |
| Piloto de reemplazo |

### Yamalube R3 bLU cRU Cup South America - Categoría PRO
| Equipo              | Constructor | Moto          | Neu. | N.º | Piloto                 | Rondas    |
| ------------------- | ----------- | ------------- | ---- | --- | ---------------------- | --------- |
| Lanza Motorsport    | Yamaha      | Yamaha YZF-R3 | P    | 5   | Guilherme Soares       | Todas     |
| Lanza Motorsport    | Yamaha      | Yamaha YZF-R3 | P    | 40  | Diego Martínez         | 1         |
| GASS Racing         | Yamaha      | Yamaha YZF-R3 | P    | 70  | Hebert Pereira         | 1-2       |
| GASS Racing         | Yamaha      | Yamaha YZF-R3 | P    | 82  | Juan Viera             | 2 y 4-5   |
| Jaguar Dealers Team | Yamaha      | Yamaha YZF-R3 | P    | 69  | Flávio Brito           | Todas     |
| Jaguar Dealers Team | Yamaha      | Yamaha YZF-R3 | P    | 68  | Luiz Kik Tavares       | Todas     |
| Giraldi Tecno Sport | Yamaha      | Yamaha YZF-R3 | P    | 48  | Ronnie de Souza        | 1 y 3-5   |
| Giraldi Tecno Sport | Yamaha      | Yamaha YZF-R3 | P    | 93  | Nestore Guarino        | 1-4       |
| Tecnodom            | Yamaha      | Yamaha YZF-R3 | P    | 30  | Rafael Rizada          | Todas     |
| Tecnodom            | Yamaha      | Yamaha YZF-R3 | P    | 38  | Édson Luiz Mamute      | 2         |
| Hartmann Racing     | Yamaha      | Yamaha YZF-R3 | P    | 65  | Willians Piuí          | Todas     |
| Hartmann Racing     | Yamaha      | Yamaha YZF-R3 | P    | 78  | Diego Hilel            | 2-5       |
| Solaris Motorsport  | Yamaha      | Yamaha YZF-R3 | P    | 97  | Jesús Bryan            | 1-2       |
| Solaris Motorsport  | Yamaha      | Yamaha YZF-R3 | P    | 29  | Fabrício Zamperetti    | Todas     |
| Roma Racing Team    | Yamaha      | Yamaha YZF-R3 | P    | 12  | Pierre Balducci        | Todas     |
| Roma Racing Team    | Yamaha      | Yamaha YZF-R3 | P    | 95  | José Altair Tico Moura | Todas     |
| Dinamic Team        | Yamaha      | Yamaha YZF-R3 | P    | 24  | Gonzalo Augusto        | Todas     |
| Dinamic Team        | Yamaha      | Yamaha YZF-R3 | P    | 74  | Andreas Burr           | 1-2 y 4-5 |
| Petri Corse         | Yamaha      | Yamaha YZF-R3 | P    | 21  | Gregory Goulart        | 4-5       |
| Petri Corse         | Yamaha      | Yamaha YZF-R3 | P    | 27  | Renan Passos           | 2-3 y 5   |
| Batt Promotion      | Yamaha      | Yamaha YZF-R3 | P    | 58  | Pedro Buffoni          | 2-5       |
| Batt Promotion      | Yamaha      | Yamaha YZF-R3 | P    | 22  | Marcelo Skaf           | 3-5       |
| Adria Racing System | Yamaha      | Yamaha YZF-R3 | P    | 85  | Bruno Ribeiro          | Todas     |
| Adria Racing System | Yamaha      | Yamaha YZF-R3 | P    | 57  | Alex Schultz           | 2-5       |
| Phoenix Racing      | Yamaha      | Yamaha YZF-R3 | P    | 44  | Ricardo Castilho       | 1-4       |
| Phoenix Racing      | Yamaha      | Yamaha YZF-R3 | P    | 81  | Daniel Carlos Henrique | 5         |
| Union Properties    | Yamaha      | Yamaha YZF-R3 | P    | 36  | Raphael Brito Fletado  | Todas     |
| Union Properties    | Yamaha      | Yamaha YZF-R3 | P    | 15  | Edinho Picoloko        | Todas     |

| Leyenda             |
| ------------------- |
| Piloto regular      |
| Piloto invitado     |
| Piloto de reemplazo |

## Resultados

### Superbike
| Round | Round | Circuit                  | Date            | Pole Position | Vuelta rápida | Piloto ganador | Equipo ganador | Constructor | Ref.   |
| ----- | ----- | ------------------------ | --------------- | ------------- | ------------- | -------------- | -------------- | ----------- | ------ |
| 1     | R1    | Grande Prêmio Potenza    | 6 de julio      | Rodrigo Dazzi | Rodrigo Dazzi | Rodrigo Dazzi  | Dazzi Racing   | BMW         | [ 7 ]  |
| 1     | R2    | Grande Prêmio Potenza    | 6 de julio      | Rodrigo Dazzi | Rodrigo Dazzi | Rodrigo Dazzi  | Dazzi Racing   | BMW         | [ 8 ]  |
| 2     | R1    | Grande Prêmio Goiás      | 27 de julio     | Rodrigo Dazzi | Rodrigo Dazzi | Rodrigo Dazzi  | Dazzi Racing   | BMW         | [ 9 ]  |
| 2     | R2    | Grande Prêmio Goiás      | 27 de julio     | Rodrigo Dazzi | Rodrigo Dazzi | Rodrigo Dazzi  | Dazzi Racing   | BMW         | [ 10 ] |
| 3     | R1    | Grande Prêmio Pirelli    | 1 de agosto     | Rodrigo Dazzi | Rodrigo Dazzi | Rodrigo Dazzi  | Dazzi Racing   | BMW         | [ 11 ] |
| 3     | R2    | Grande Prêmio Pirelli    | 1 de agosto     | Rodrigo Dazzi | Rodrigo Dazzi | Rodrigo Dazzi  | Dazzi Racing   | BMW         | [ 12 ] |
| 4     | R1    | Grande Prêmio Curvelo    | 24 de octubre   | Rodrigo Dazzi | Rodrigo Dazzi | Rodrigo Dazzi  | Dazzi Racing   | BMW         | [ 13 ] |
| 4     | R2    | Grande Prêmio Curvelo    | 24 de octubre   | Rodrigo Dazzi | Rodrigo Dazzi | Rodrigo Dazzi  | Dazzi Racing   | BMW         | [ 8 ]  |
| 5     | R1    | Grande Prêmio de Goiânia | 28 de noviembre | Rodrigo Dazzi | Rodrigo Dazzi | Rodrigo Dazzi  | Dazzi Racing   | BMW         | [ 14 ] |
| 5     | R2    | Grande Prêmio de Goiânia | 28 de noviembre | Rodrigo Dazzi | Rodrigo Dazzi | Rodrigo Dazzi  | Dazzi Racing   | BMW         | [ 15 ] |

### Supersport 600
| Round | Round | Circuit                  | Date            | Pole Position   | Vuelta rápida   | Piloto ganador   | Equipo ganador       | Constructor | Ref.   |
| ----- | ----- | ------------------------ | --------------- | --------------- | --------------- | ---------------- | -------------------- | ----------- | ------ |
| 1     | R1    | Grande Prêmio Potenza    | 6 de julio      | Rubens Mesquita | Rubens Mesquita | Wélber Barros    | Team Labatt          | Kawasaki    | [ 7 ]  |
| 1     | R2    | Grande Prêmio Potenza    | 6 de julio      | Rubens Mesquita | Rubens Mesquita | Rodrigo Gregório | Bassaler Engineering | Yamaha      | [ 16 ] |
| 2     | R1    | Grande Prêmio Goiás      | 27 de julio     | Rubens Mesquita | Rubens Mesquita | Rubens Mesquita  | Gebhardt Motorsport  | Ducati      | [ 9 ]  |
| 2     | R2    | Grande Prêmio Goiás      | 27 de julio     | Wélber Barros   | Wélber Barros   | Wélber Barros    | Team Labatt          | Kawasaki    | [ 17 ] |
| 3     | R1    | Grande Prêmio Pirelli    | 1 de agosto     | Rubens Mesquita | Rubens Mesquita | Rubens Mesquita  | Gebhardt Motorsport  | Ducati      | [ 11 ] |
| 3     | R2    | Grande Prêmio Pirelli    | 1 de agosto     | Rubens Mesquita | Rubens Mesquita | Rubens Mesquita  | Gebhardt Motorsport  | Ducati      | [ 12 ] |
| 4     | R1    | Grande Prêmio Curvelo    | 24 de octubre   | Rubens Mesquita | Rubens Mesquita | Rubens Mesquita  | Gebhardt Motorsport  | Ducati      | [ 18 ] |
| 4     | R2    | Grande Prêmio Curvelo    | 24 de octubre   | Rubens Mesquita | Rubens Mesquita | Rubens Mesquita  | Gebhardt Motorsport  | Ducati      | [ 19 ] |
| 5     | R1    | Grande Prêmio de Goiânia | 28 de noviembre | Rubens Mesquita | Rubens Mesquita | Rubens Mesquita  | Gebhardt Motorsport  | Ducati      | [ 14 ] |
| 5     | R2    | Grande Prêmio de Goiânia | 28 de noviembre | Rubens Mesquita | Rubens Mesquita | Rubens Mesquita  | Gebhardt Motorsport  | Ducati      | [ 15 ] |

### Supersport 300
| Round | Round | Circuit                  | Date            | Pole Position                 | Vuelta rápida                 | Piloto ganador     | Equipo ganador                | Constructor | Ref.   |
| ----- | ----- | ------------------------ | --------------- | ----------------------------- | ----------------------------- | ------------------ | ----------------------------- | ----------- | ------ |
| 1     | R1    | Grande Prêmio Potenza    | 6 de julio      | Adalberto Pereira             | Raphael Lopes                 | Raphael Lopes      | Poet Motorcycles OpX Networks | Kawasaki    | [ 7 ]  |
| 1     | R2    | Grande Prêmio Potenza    | 6 de julio      | Diego Hilel                   | Adalberto Pereira             | Diego Hilel        | Motoextreme                   | Aprilia     | [ 20 ] |
| 2     | R1    | Grande Prêmio Goiás      | 27 de julio     | Raquel Vaz                    | Raquel Vaz                    | Raquel Vaz         | Poet Motorcycles OpX Networks | Kawasaki    | [ 9 ]  |
| 2     | R2    | Grande Prêmio Goiás      | 27 de julio     | Adalberto Pereira             | Adalberto Pereira             | Raquel Vaz         | Poet Motorcycles OpX Networks | Kawasaki    | [ 21 ] |
| 3     | R1    | Grande Prêmio Pirelli    | 1 de agosto     | Adalberto Pereira             | Adalberto Pereira             | Raquel Vaz         | Poet Motorcycles OpX Networks | Kawasaki    | [ 11 ] |
| 3     | R2    | Grande Prêmio Pirelli    | 1 de agosto     | Christian Cerciari            | Christian Cerciari            | Christian Cerciari | Cerciari School Racing        | Honda       | [ 12 ] |
| 4     | R1    | Grande Prêmio Curvelo    | 24 de octubre   | Humberto Maier "Turquinho Jr" | Adalberto Pereira             | Diego Hilel        | Motoextreme                   | Aprilia     | [ 22 ] |
| 4     | R2    | Grande Prêmio Curvelo    | 24 de octubre   | Diego Hilel                   | Humberto Maier "Turquinho Jr" | Diego Hilel        | Motoextreme                   | Aprilia     | [ 23 ] |
| 5     | R1    | Grande Prêmio de Goiânia | 28 de noviembre | Adalberto Pereira             | Adalberto Pereira             | Adalberto Pereira  | NM Racing Team                | BMW         | [ 14 ] |
| 5     | R2    | Grande Prêmio de Goiânia | 28 de noviembre | Humberto Maier "Turquinho Jr" | Eduardo Burr                  | Diego Hilel        | Motoextreme                   | Aprilia     | [ 15 ] |

### Yamalube R3 bLU cRU Cup South America - Categoría Talent
| Round | Round | Circuit                  | Date            | Pole Position               | Vuelta rápida               | Piloto ganador              | Equipo ganador          | Constructor | Ref.   |
| ----- | ----- | ------------------------ | --------------- | --------------------------- | --------------------------- | --------------------------- | ----------------------- | ----------- | ------ |
| 1     | R1    | Grande Prêmio Potenza    | 6 de julio      | Enzo Valentim Garcia        | Enzo Valentim Garcia        | Enzo Valentim Garcia        | Santucci Motorsport     | Yamaha      | [ 7 ]  |
| 1     | R2    | Grande Prêmio Potenza    | 6 de julio      | Gustavo Manso               | Gustavo Manso               | Gustavo Manso               | Pilette Speed Tradition | Yamaha      | [ 24 ] |
| 2     | R1    | Grande Prêmio Goiás      | 27 de julio     | Kevin Fontainha             | Facundo Mora                | Kevin Fontainha             | MB Performance          | Yamaha      | [ 9 ]  |
| 2     | R2    | Grande Prêmio Goiás      | 27 de julio     | Gustavo Manso               | Gustavo Manso               | Gustavo Manso               | Pilette Speed Tradition | Yamaha      | [ 25 ] |
| 3     | R1    | Grande Prêmio Pirelli    | 1 de agosto     | Caíque Lanna Menzes         | Gustavo Manso               | Gustavo Manso               | Pilette Speed Tradition | Yamaha      | [ 11 ] |
| 3     | R2    | Grande Prêmio Pirelli    | 1 de agosto     | Gustavo Manso               | Enzo Maccapani              | Leopoldo Manella            | Rangoni Motorsport      | Yamaha      | [ 12 ] |
| 4     | R1    | Grande Prêmio Curvelo    | 24 de octubre   | Kevin Fontainha             | Kevin Fontainha             | Kevin Fontainha             | MB Performance          | Yamaha      | [ 26 ] |
| 4     | R2    | Grande Prêmio Curvelo    | 24 de octubre   | Enzo Valentim Garcia        | João Fascinelli             | Fábio Florian               | Duesenberg Racing       | Yamaha      | [ 27 ] |
| 5     | R1    | Grande Prêmio de Goiânia | 28 de noviembre | Kaiwan Freire "Kaká Fumaça" | Kaiwan Freire "Kaká Fumaça" | Kaiwan Freire "Kaká Fumaça" | Pilette Speed Tradition | Yamaha      | [ 14 ] |
| 5     | R2    | Grande Prêmio de Goiânia | 28 de noviembre | Facundo Mora                | Renan Fui                   | Renan Fui                   | Duesenberg Racing       | Yamaha      | [ 15 ] |

### Yamalube R3 bLU cRU Cup South America - Categoría PRO
| Round | Round | Circuit                  | Date            | Pole Position    | Vuelta rápida    | Piloto ganador   | Equipo ganador      | Constructor | Ref.   |
| ----- | ----- | ------------------------ | --------------- | ---------------- | ---------------- | ---------------- | ------------------- | ----------- | ------ |
| 1     | R1    | Grande Prêmio Potenza    | 6 de julio      | Guilherme Soares | Diego Martínez   | Guilherme Soares | Lanza Motorsport    | Yamaha      | [ 7 ]  |
| 1     | R2    | Grande Prêmio Potenza    | 6 de julio      | Guilherme Soares | Guilherme Soares | Guilherme Soares | Lanza Motorsport    | Yamaha      | [ 28 ] |
| 2     | R1    | Grande Prêmio Goiás      | 27 de julio     | Rafael Rizada    | Rafael Rizada    | Rafael Rizada    | Tecnodom            | Yamaha      | [ 9 ]  |
| 2     | R2    | Grande Prêmio Goiás      | 27 de julio     | Rafael Rizada    | Rafael Rizada    | Rafael Rizada    | Tecnodom            | Yamaha      | [ 29 ] |
| 3     | R1    | Grande Prêmio Pirelli    | 1 de agosto     | Willians Piuí    | Willians Piuí    | Willians Piuí    | Hartmann Racing     | Yamaha      | [ 11 ] |
| 3     | R2    | Grande Prêmio Pirelli    | 1 de agosto     | Rafael Rizada    | Rafael Rizada    | Rafael Rizada    | Tecnodom            | Yamaha      | [ 12 ] |
| 4     | R1    | Grande Prêmio Curvelo    | 24 de octubre   | Gonzalo Augusto  | Juan Viera       | Rafael Rizada    | Tecnodom            | Yamaha      | [ 30 ] |
| 4     | R2    | Grande Prêmio Curvelo    | 24 de octubre   | Guilherme Soares | Guilherme Soares | Guilherme Soares | Lanza Motorsport    | Yamaha      | [ 31 ] |
| 5     | R1    | Grande Prêmio de Goiânia | 28 de noviembre | Willians Piuí    | Willians Piuí    | Willians Piuí    | Hartmann Racing     | Yamaha      | [ 14 ] |
| 5     | R2    | Grande Prêmio de Goiânia | 28 de noviembre | Bruno Ribeiro    | Gonzalo Augusto  | Bruno Ribeiro    | Adria Racing System | Yamaha      | [ 15 ] |

## Calificación general

### Superbike
| Pos. | Rider                        | Moto     | Clase | POT | POT | GOI | GOI | PIR | PIR | CUR | CUR | GNA | GNA | Pts. |
| Pos. | Rider                        | Moto     | Clase | RD1 | RD2 | RD1 | RD2 | RD1 | RD2 | RD1 | RD2 | RD1 | RD2 | Pts. |
| ---- | ---------------------------- | -------- | ----- | --- | --- | --- | --- | --- | --- | --- | --- | --- | --- | ---- |
| 1    | Rodrigo Dazzi                | BMW      | PRO   | 1   | 1   | 1   | 1   | 1   | 1   | 1   | 1   | 1   | 1   | 255  |
| 2    | Luís Bertoli                 | Kawasaki | PRO   | 4   | 4   | 4   | 7   | 5   | 6   | 2   | 4   | 5   | 4   | 163  |
| 3    | Pedro Lins                   | BMW      | PRO   | 2   | 2   | 3   | 4   | 4   | 4   | Ret | 2   | 2   | Wth | 158  |
| 4    | Marcelo Miarelli             | Ducati   | PRO   | 6   | 3   | 9   | 8   | 7   | DNA | 5   | 6   | 23  | 13  | 116  |
| 5    | Raphael Santos               | BMW      | PRO   |     |     | 2   | 2   | 2   | 2   |     |     | 3   | Ret | 107  |
| 6    | Wendell Vaz                  | BMW      | PRO   |     |     | Wth | 3   | 3   | 3   |     |     | Ret | 2   | 79   |
| 7    | Alan Dantas Souza            | Ducati   | PRO   | 3   | NA  |     |     | 19  | 13  | 8   | 10  | 12  | 16  | 72   |
| 8    | William Barros               | Kawasaki | LGT   | 9   | 8   | 11  | 13  | 11  | 18  | 9   | 5   | 9   | 5   | 64   |
| 9    | Gleidson Matsubara "Babinha" | BMW      | PRO   |     |     | 5   | Ret | 9   | 8   |     |     | 6   | 12  | 61   |
| 10   | Eduardo Barros               | Honda    | PRO   | 11  | 9   | 10  | 9   | 12  | 9   |     |     |     |     | 57   |
| 11   | Victor Azevedo Oliveira      | Kawasaki | LGT   | 5   | 5   |     |     |     |     | 3   | 3   |     |     | 54   |
| 12   | Breno Pinto                  | Yamaha   | PRO   |     |     | Ret | 6   |     |     | 4   | 7   |     |     | 53   |
| 13   | Luís Ferraz                  | BMW      | PRO   |     |     | 8   | 10  | 8   | 14  |     |     | 7   | 14  | 53   |
| 14   | Jirios Semaan Abboud         | Kawasaki | MAS   | 7   | 7   | 16  | 14  | 13  | 11  | 7   | 9   | 10  | 15  | 51   |
| 15   | Marcelo Strunk               | KTM      | MAS   | 8   | 6   | 14  | 16  |     |     | 6   | 8   |     |     | 38   |
| 16   | Ricardo Hayashi              | BMW      | MAS   |     |     | 6   | 11  | 10  | 10  |     |     | 11  | 19  | 32   |
| 17   | Victor Villaverde            | Aprilia  | PRO   |     |     |     |     |     |     |     |     | 4   | 3   | 29   |
| 18   | Rodrigo Hayashi              | Kawasaki | PRO   |     |     | Ret | DNS | 6   | 7   |     |     | 24  | 11  | 24   |
| 19   | Iovandes Menezes "Natural"   | BMW      | LGT   |     |     | 13  | 12  | 14  | 19  |     |     | 14  | 9   | 18   |
| 20   | Michel Semaan Abboud         | Kawasaki | MAS   | 14  | 11  | 20  | 18  | 23  | 15  | 12  | 11  | 19  | 21  | 17   |
| 21   | Caio de Lima Cordeiro        | Honda    | LGT   |     |     | 21  | 21  | 16  | INF |     |     | 13  | 6   | 13   |
| 22   | Juliano Ferrante             | Kawasaki | PRO   |     |     | INF | 5   |     |     |     |     |     |     | 11   |
| 23   | Marcelo Skaf                 | Kawasaki | PRO   |     |     |     |     | DNS | 5   |     |     |     |     | 11   |
| 24   | Renato Vale                  | Kawasaki | MAS   | 10  | 12  |     |     |     |     |     |     |     |     | 10   |
| 25   | Demétrius Machado            | BMW      | LGT   | 12  | 10  |     |     |     |     |     |     |     |     | 10   |
| 26   | Alexandre Antônio            | Kawasaki | LGT   | 13  | Ret | 15  | 20  | 26  | 26  | 10  | DNP | Ret | DNS | 10   |
| 27   | Antônio Perdigão Jr          | BMW      | LGT   |     |     | 23  | 19  | 18  | 20  |     |     | 17  | 7   | 9    |
| 28   | Fernando Sobral              | Kawasaki | MAS   |     |     | 12  | 15  | 17  | 12  |     |     |     |     | 9    |
| 29   | Thiago Mendes                | Ducati   | LGT   |     |     | 22  | NPQ | Ret | Ret |     |     | 20  | 8   | 8    |
| 30   | Rodrigo de Giovanni          | Suzuki   | PRO   |     |     |     |     |     |     |     |     | 8   | Ret | 8    |
| 31   | Roberto Ribeiro              | Suzuki   | LGT   |     |     |     |     | 22  | 23  |     |     | 15  | 10  | 7    |
| 32   | Christian Simonit            | Kawasaki | LGT   |     |     |     |     |     |     | 11  | Ret |     |     | 5    |
| 33   | Daniel Sánches               | BMW      | PRO   | 15  | DNS | 17  | 22  |     |     |     |     |     |     | 1    |
| 34   | Jefferson Bezerra            | BMW      | LGT   |     |     |     |     | 15  | 25  |     |     |     |     | 1    |
| 35   | Lúcio Mauro Herani           | BMW      | MAS   |     |     | 19  | 23  | 21  | 16  |     |     | 16  | 20  | 0    |
| 36   | Danilo Margiotta             | Ducati   | MAS   |     |     | 18  | 17  |     |     |     |     |     |     | 0    |
| 37   | Alexandre Silvestre          | Ducati   | MAS   |     |     |     |     | 24  | 17  |     |     |     |     | 0    |
| 38   | Tiago Dellanegra             | BMW      | LGT   |     |     |     |     | Ret | Ret |     |     | 22  | 18  | 0    |
| 39   | Cassius Vinícius Moreira     | Sundown  | LGT   |     |     |     |     |     |     |     |     | 18  | WD  | 0    |
| 40   | Érico Veríssimo              | Honda    | LGT   |     |     |     |     | 20  | 22  |     |     |     |     | 0    |
| 41   | Marcus Bessa                 | Suzuki   | LGT   |     |     |     |     |     |     |     |     | 21  | 17  | 0    |
| 42   | Leandro Pardini              | BMW      | LGT   |     |     |     |     | 27  | 21  |     |     |     |     | 0    |
| 43   | Artur Plínio da Silva        | Kawasaki | LGT   |     |     |     |     | 30  | 24  |     |     |     |     | 0    |
| 44   | Valteir Ribeiro              | BMW      | MAS   |     |     |     |     | 25  | Ret |     |     |     |     | 0    |
| 45   | Daniel Barbosa               | BMW      | LGT   |     |     |     |     | 28  | 27  |     |     |     |     | 0    |
| 46   | Hugo Bezerra                 | Kawasaki | LGT   |     |     |     |     | 29  | 28  |     |     |     |     | 0    |
| 47   | Geraldo Baeta                | Suzuki   | MAS   | Ret | DNS |     |     |     |     |     |     |     |     | 0    |
| Pos. | Rider                        | Moto     | Clase | POT | POT | GOI | GOI | PIR | PIR | CUR | CUR | GNA | GNA | Pts. |

| Color     | Resultado                                                               |
| --------- | ----------------------------------------------------------------------- |
| Oro       | Ganador                                                                 |
| Plata     | 2.ª plaza                                                               |
| Bronce    | 3.ª plaza                                                               |
| Verde     | Finalizó en los puntos                                                  |
| Azul      | Finalizó sin puntos                                                     |
| Azul      | NC - No clasificado                                                     |
| Violeta   | Ret - No terminó (Carrera)                                              |
| Rojo      | DNQ - No se clasificó                                                   |
| Negro     | DSQ - Descalificado                                                     |
| Blanco    | DNS - No empezó (carrera)                                               |
| Blanco    | WD - Retirado (fin de semana)                                           |
| Blanco    | C - Carrera cancelada                                                   |
| Sin color | DNP - Inscrito pero no participó                                        |
| Sin color | INJ - Lesionado                                                         |
| Sin color | EX - Excluido                                                           |
| Estado    | Resultado                                                               |
| Negrita   | Pole position                                                           |
| Cursiva   | Vuelta rápida                                                           |
| †         | Abandona, pero clasifica al completar el porcentaje requerido para ello |

### Campeonato de Constructores
| Pos. | Rider    | POT | POT | GOI | GOI | PIR | PIR | CUR | CUR | GNA | GNA | Pts. |
| Pos. | Rider    | RD1 | RD2 | RD1 | RD2 | RD1 | RD2 | RD1 | RD2 | RD1 | RD2 | Pts. |
| ---- | -------- | --- | --- | --- | --- | --- | --- | --- | --- | --- | --- | ---- |
| 1    | BMW      | 1   | 1   | 1   | 1   | 1   | 1   | 1   | 1   | 1   | 1   | 250  |
| 2    | Kawasaki | 4   | 4   | 4   | 7   | 5   | 5   | 2   | 4   | 5   | 4   | 127  |
| 3    | Ducati   | 6   | 3   | 9   | 8   | 7   | 17  | 5   | 6   | 12  | 8   | 83   |
| 4    | Honda    | 11  | 9   | 10  | 9   | 12  | 9   |     |     | 13  | 6   | 49   |
| 5    | KTM      | 8   | 6   | 14  | 16  |     |     | 6   | 8   |     |     | 38   |
| 6    | Aprilia  |     |     |     |     |     |     |     |     | 4   | 3   | 29   |
| 7    | Suzuki   | Ret | DNS |     |     | 22  | 23  |     |     | 8   | 10  | 11   |
| 8    | Sundown  |     |     |     |     |     |     |     |     | 18  | WD  | 0    |
| Pos. | Rider    | POT | POT | GOI | GOI | PIR | PIR | CUR | CUR | GNA | GNA | Pts. |

### Supersport 600
| Pos. | Rider                    | Moto     | Clase | POT | POT | GOI | GOI | PIR | PIR | CUR | CUR | GNA | GNA | Pts. |
| Pos. | Rider                    | Moto     | Clase | RD1 | RD2 | RD1 | RD2 | RD1 | RD2 | RD1 | RD2 | RD1 | RD2 | Pts. |
| ---- | ------------------------ | -------- | ----- | --- | --- | --- | --- | --- | --- | --- | --- | --- | --- | ---- |
| 1    | Rubens Mesquita          | Ducati   | PRO   | 2   | 2   | 1   | 14  | 1   | 1   | 1   | 1   | 1   | 1   | 235  |
| 2    | Wélber Barros            | Kawasaki | PRO   | 1   | 3   | 2   | 1   | 2   | 2   | 2   | 2   | Ret | 7   | 193  |
| 3    | Régis Santos             | Honda    | PRO   | 3   | 5   | 3   | 2   | 3   | Ret | 4   | 3   | 2   | 2   | 174  |
| 4    | Alex Pires               | Kawasaki | PRO   | 6   | 4   | 7   | Ret | Ret | 3   | 5   | DNS | 5   | 5   | 126  |
| 5    | Jefferson Oliveira       | Kawasaki | LGT   | 9   | 8   | 8   | 9   | 6   | 10  | 7   | 6   | 8   | DNS | 67   |
| 6    | Olímpio Antônio Filho    | Kawasaki | PRO   |     |     | 6   | 3   | 11  | DNS |     |     | 7   | NPQ | 64   |
| 7    | Rodrigo Gregório         | Yamaha   | PRO   | 4   | 1   |     |     |     |     | 3   | AT  |     |     | 62   |
| 8    | Daniel Zapelini          | Kawasaki | LGT   |     |     | 11  | 8   | 8   | 7   |     |     | 4   | 3   | 59   |
| 9    | Luiz Imparato            | Kawasaki | PRO   |     |     | 14  | 11  |     |     |     |     | 10  | 8   | 50   |
| 10   | Rafael Milazzo           | Kawasaki | LGT   | 7   | 6   |     |     |     |     | 8   | 5   |     |     | 38   |
| 11   | Magson Martins           | Kawasaki | LGT   |     |     | 13  | 10  | 7   | 6   |     |     | 6   | NC  | 38   |
| 12   | Vicente Flores           | Kawasaki | PRO   |     |     | 4   | DNS |     |     |     |     | 3   | Ret | 36   |
| 13   | Naildo Emídio da Silva   | Kawasaki | LGT   |     |     | 9   | 7   | 5   | 8   |     |     |     |     | 35   |
| 14   | Diego Haddad             | Yamaha   | LGT   | 5   | Ret |     |     |     |     | 6   | 4   |     |     | 34   |
| 15   | Igor Monteiro            | Kawasaki | LGT   | 8   | 9   |     |     |     |     | 9   | 9   |     |     | 29   |
| 16   | Darlan Correia           | Kawasaki | LGT   |     |     | 12  | 6   | 9   | 9   |     |     |     |     | 28   |
| 17   | Pedro Henrique Amaral    | Kawasaki | LGT   |     |     | 5   | 4   |     |     |     |     |     |     | 24   |
| 18   | Guilherme Portela        | Gas Gas  | PRO   |     |     |     |     |     |     |     |     | 9   | 4   | 20   |
| 19   | Fernando Amorim          | Kawasaki | LGT   |     |     | 10  | 5   |     |     |     |     |     |     | 17   |
| 20   | Franco Pandolfino        | Kawasaki | LGT   |     |     |     |     | 10  | 5   |     |     |     |     | 17   |
| 21   | Marcos Vinícius da Silva | Honda    | PRO   |     |     |     |     | 14  | 4   |     |     |     |     | 15   |
| 22   | Lucca Melo               | Yamaha   | PRO   |     |     |     |     |     |     |     |     | 11  | 6   | 15   |
| 23   | Alysson Santos           | Triumph  | LGT   | 10  | 7   |     |     |     |     |     |     |     |     | 15   |
| 24   | Gabriel Simões           | Triumph  | LGT   |     |     |     |     |     |     | 10  | 7   |     |     | 15   |
| 25   | Luiz Cerciari            | Honda    | PRO   |     |     |     |     | 4   | DNQ |     |     |     |     | 13   |
| 26   | José Anízio Ferreira     | Kawasaki | LGT   |     |     | 16  | 13  | 12  | 11  |     |     |     |     | 12   |
| 27   | Moacir Bastos            | Triumph  | LGT   |     |     |     |     |     |     | 11  | 10  |     |     | 11   |
| 28   | Pablo Rocha              | Kawasaki | LGT   |     |     |     |     |     |     | Ret | 8   |     |     | 8    |
| 29   | Guilherme Guedes         | Kawasaki | LGT   |     |     |     |     | 13  | 12  |     |     |     |     | 7    |
| 30   | Ronaldo Viana            | Kawasaki | LGT   |     |     | 15  | 12  |     |     |     |     |     |     | 5    |
| 31   | Gustavo Sotto            | Kawasaki | LGT   |     |     |     |     |     |     |     |     | 12  | Ret | 4    |
| 32   | Gílson Melo Jr           | Suzuki   | LGT   |     |     |     |     | 15  | Ret |     |     |     |     | 1    |
| 33   | Arthur Meurer            | Honda    | LGT   |     |     | 17  | INF |     |     |     |     |     |     | 0    |
| 34   | Alexandre Gonçalves      | Kawasaki | LGT   |     |     | 18  | DNS |     |     |     |     |     |     | 0    |
| Pos. | Rider                    | Moto     | Clase | POT | POT | GOI | GOI | PIR | PIR | CUR | CUR | GNA | GNA | Pts. |

| Color     | Resultado                                                               |
| --------- | ----------------------------------------------------------------------- |
| Oro       | Ganador                                                                 |
| Plata     | 2.ª plaza                                                               |
| Bronce    | 3.ª plaza                                                               |
| Verde     | Finalizó en los puntos                                                  |
| Azul      | Finalizó sin puntos                                                     |
| Azul      | NC - No clasificado                                                     |
| Violeta   | Ret - No terminó (Carrera)                                              |
| Rojo      | DNQ - No se clasificó                                                   |
| Negro     | DSQ - Descalificado                                                     |
| Blanco    | DNS - No empezó (carrera)                                               |
| Blanco    | WD - Retirado (fin de semana)                                           |
| Blanco    | C - Carrera cancelada                                                   |
| Sin color | DNP - Inscrito pero no participó                                        |
| Sin color | INJ - Lesionado                                                         |
| Sin color | EX - Excluido                                                           |
| Estado    | Resultado                                                               |
| Negrita   | Pole position                                                           |
| Cursiva   | Vuelta rápida                                                           |
| †         | Abandona, pero clasifica al completar el porcentaje requerido para ello |

### Campeonato de Constructores
| Pos. | Rider    | POT | POT | GOI | GOI | PIR | PIR | CUR | CUR | GNA | GNA | Pts. |
| Pos. | Rider    | RD1 | RD2 | RD1 | RD2 | RD1 | RD2 | RD1 | RD2 | RD1 | RD2 | Pts. |
| ---- | -------- | --- | --- | --- | --- | --- | --- | --- | --- | --- | --- | ---- |
| 1    | Ducati   | 2   | 2   | 1   | 14  | 1   | 1   | 1   | 1   | 1   | 1   | 217  |
| 2    | Kawasaki | 1   | 3   | 2   | 1   | 2   | 2   | 2   | 2   | 3   | 5   | 193  |
| 3    | Honda    | 3   | 5   | 3   | 2   | 3   | 4   | 4   | 3   | 2   | 2   | 161  |
| 4    | Yamaha   | 4   | 1   |     |     |     |     | 3   | 4   | 11  | 6   | 82   |
| 5    | Triumph  | 10  | 7   |     |     |     |     | 10  | 7   |     |     | 30   |
| 6    | Gas Gas  |     |     |     |     |     |     |     |     | 9   | 4   | 20   |
| Pos. | Rider    | POT | POT | GOI | GOI | PIR | PIR | CUR | CUR | GNA | GNA | Pts. |

### Supersport 300
| Pos. | Rider                                | Moto     | Clase | POT | POT | GOI | GOI | PIR | PIR | CUR | CUR | GNA | GNA | Pts. |
| Pos. | Rider                                | Moto     | Clase | RD1 | RD2 | RD1 | RD2 | RD1 | RD2 | RD1 | RD2 | RD1 | RD2 | Pts. |
| ---- | ------------------------------------ | -------- | ----- | --- | --- | --- | --- | --- | --- | --- | --- | --- | --- | ---- |
| 1    | Adalberto Pereira                    | BMW      | PRO   | 3   | 6   | 2   | 2   | 2   | 3   | 7   | 5   | 1   | 3   | 190  |
| 2    | João Fascinelli                      | Kawasaki | PRO   | 2   | 5   | 6   | 4   | 3   | 6   | 4   | 2   | 5   | 4   | 180  |
| 3    | Diego Hilel                          | Aprilia  | PRO   | 4   | 1   | 21  | Ret | 6   | DSQ | 1   | 1   | 2   | 1   | 156  |
| 4    | Raphael Lopes                        | Kawasaki | PRO   | 1   | 2   | 4   | 6   | Ret | 7   | 5   | 7   | 7   | 8   | 146  |
| 5    | Raquel Vaz                           | Kawasaki | PRO   |     |     | 1   | 1   | 1   | 2   |     |     | 11  | 5   | 123  |
| 6    | Elton Nunes                          | Kawasaki | MAS   | Ret | Ret | 3   | 3   | 5   | 4   | 8   | 6   | 3   | 2   | 110  |
| 7    | Filipe Campos                        | Yamaha   | PRO   | 8   | 8   | 8   | 8   | 9   | 13  | 9   | 8   | 13  | DNS | 88   |
| 8    | Humberto Maier "Turquinho Jr"        | Aprilia  | PRO   |     |     |     |     |     |     | 2   | 3   | 6   | 6   | 71   |
| 9    | Wesley Ramos                         | Kawasaki | PRO   |     |     | 5   | 7   | 10  | 8   |     |     | 14  | 11  | 63   |
| 10   | Christian Cerciari                   | Honda    | PRO   |     |     |     |     | 4   | 1   |     |     |     |     | 43   |
| 11   | Eduardo Burr                         | Yamaha   | PRO   |     |     |     |     |     |     | 3   | Ret | 8   | 7   | 43   |
| 12   | Luís Henrique Tavares                | Yamaha   | PRO   | 9   | DNS | 9   | 12  | 16  | 16  | 10  | 15  |     |     | 39   |
| 13   | Édson Luiz Barreto                   | Yamaha   | PRO   | 7   | 15  | 15  | 11  | Les | Les | 12  | 10  |     |     | 36   |
| 14   | Lucca Melo                           | Yamaha   | PRO   |     |     | DSQ | 5   | DNA | 5   |     |     |     |     | 34   |
| 15   | Marcello Linhares                    | Kawasaki | MAS   |     |     | 13  | 17  | 11  | 12  | 14  | 9   | 9   | 10  | 34   |
| 16   | Vinícius Freire                      | Kawasaki | PRO   |     |     |     |     |     |     | 6   | 4   |     |     | 23   |
| 17   | Kauã Oliveira                        | Yamaha   | PRO   | 6   | 9   |     |     | Ret | 10  |     |     |     |     | 23   |
| 18   | Miguel Henrique Nascimento           | Yamaha   | PRO   | 5   | 7   |     |     |     |     |     |     |     |     | 20   |
| 19   | Wallace Dias                         | Yamaha   | PRO   | 11  | 10  | 14  | DNS | Ret | Ret | 13  | 14  |     |     | 18   |
| 20   | Marcus Heringer                      | Yamaha   | PRO   | Ret | 3   |     |     |     |     |     |     |     |     | 16   |
| 21   | Anderson Fernandes                   | Kawasaki | MAS   |     |     |     |     | 7   | 9   |     |     |     |     | 16   |
| 22   | Arthur Meurer                        | Honda    | PRO   |     |     |     |     | 13  | 11  |     |     | 12  | 12  | 16   |
| 23   | Mauro Amâncio                        | Yamaha   | PRO   | 10  | Ret | 10  | 16  | 15  | 15  | DNS | DNS |     |     | 14   |
| 24   | Caique Lanna Menezes                 | Yamaha   | PRO   | NC  | 4   |     |     |     |     |     |     |     |     | 13   |
| 25   | Danilo Lewis                         | BMW      | PRO   |     |     |     |     |     |     |     |     | 4   | AN  | 13   |
| 26   | Raphael Teixeira                     | Kawasaki | PRO   |     |     |     |     |     |     |     |     | 10  | 9   | 13   |
| 27   | William Barbosa                      | Kawasaki | MAS   |     |     | 11  | 10  | 21  | 19  | 15  | WD  | 21  | 18  | 12   |
| 28   | Guilherme Fernandes "Gui Foguetinho" | Yamaha   | PRO   |     |     | DNF | 9   | 12  | DNS |     |     |     |     | 11   |
| 29   | Pedro Henrique de Sousa              | Yamaha   | PRO   |     |     |     |     |     |     | 11  | 11  | 18  | 15  | 11   |
| 30   | Raphael Brito                        | Kawasaki | PRO   |     |     | 7   | Ret |     |     |     |     |     |     | 9    |
| 31   | Vítor Avancini                       | Kawasaki | PRO   | 12  | 11  |     |     |     |     |     |     |     |     | 9    |
| 32   | Heitor Matos                         | Yamaha   | PRO   | 13  | 12  | Ret | 18  | 19  | 14  | 17  | 16  | Ret | 16  | 9    |
| 33   | Guto Figueiredo                      | Kawasaki | MAS   | DNS | DNS |     |     | 8   | Ret |     |     |     |     | 8    |
| 34   | Alexandre Terlizzi                   | Yamaha   | PRO   | Ret | 14  |     |     |     |     | 18  | 12  |     |     | 6    |
| 35   | Christian Nagao                      | Yamaha   | PRO   |     |     | 12  | 15  | 17  | DNP |     |     |     |     | 5    |
| 36   | Magno Santana                        | Kawasaki | PRO   | 14  | 13  | 18  | 19  | 20  | 17  |     |     |     |     | 5    |
| 37   | Ronaldo Viana                        | Kawasaki | PRO   | 15  | DNQ | 19  | INF | 18  | 18  |     |     | 15  | 14  | 4    |
| 38   | Luís Carlos Monteiro                 | Kawasaki | PRO   |     |     |     |     |     |     |     |     | 16  | 13  | 3    |
| 39   | José Rubens Ferreira Jr              | Kawasaki | MAS   |     |     | 16  | 13  |     |     |     |     |     |     | 3    |
| 40   | Luciano Nonato                       | Kawasaki | MAS   |     |     |     |     |     |     | 16  | 13  |     |     | 3    |
| 41   | Fernando Basso                       | BMW      | MAS   |     |     |     |     | 14  | OUT |     |     | 19  | NA  | 2    |
| 42   | Marcelo Skaf                         | Kawasaki | PRO   |     |     | DNQ | 14  |     |     |     |     |     |     | 2    |
| 43   | Renan Carvalho                       | Triumph  | PRO   |     |     | 20  | 20  |     |     | DNS | 17  |     |     | 0    |
| 44   | José Sampaio Jr                      | Triumph  | MAS   |     |     |     |     |     |     |     |     | 20  | 17  | 0    |
| 45   | Evandro Lima                         | Kawasaki | PRO   |     |     | 17  | DNS |     |     |     |     |     |     | 0    |
| 46   | Silas Oliveira                       | BMW      | MAS   |     |     |     |     |     |     |     |     | 17  | Ret | 0    |
| 47   | Vinícius Melo                        | Aprilia  | MAS   |     |     | 22  | Ret |     |     |     |     |     |     | 0    |
| Pos. | Rider                                | Moto     | Clase | POT | POT | GOI | GOI | PIR | PIR | CUR | CUR | GNA | GNA | Pts. |

| Color     | Resultado                                                               |
| --------- | ----------------------------------------------------------------------- |
| Oro       | Ganador                                                                 |
| Plata     | 2.ª plaza                                                               |
| Bronce    | 3.ª plaza                                                               |
| Verde     | Finalizó en los puntos                                                  |
| Azul      | Finalizó sin puntos                                                     |
| Azul      | NC - No clasificado                                                     |
| Violeta   | Ret - No terminó (Carrera)                                              |
| Rojo      | DNQ - No se clasificó                                                   |
| Negro     | DSQ - Descalificado                                                     |
| Blanco    | DNS - No empezó (carrera)                                               |
| Blanco    | WD - Retirado (fin de semana)                                           |
| Blanco    | C - Carrera cancelada                                                   |
| Sin color | DNP - Inscrito pero no participó                                        |
| Sin color | INJ - Lesionado                                                         |
| Sin color | EX - Excluido                                                           |
| Estado    | Resultado                                                               |
| Negrita   | Pole position                                                           |
| Cursiva   | Vuelta rápida                                                           |
| †         | Abandona, pero clasifica al completar el porcentaje requerido para ello |

### Campeonato de Constructores
| Pos. | Rider    | POT | POT | GOI | GOI | PIR | PIR | CUR | CUR | GNA | GNA | Pts. |
| Pos. | Rider    | RD1 | RD2 | RD1 | RD2 | RD1 | RD2 | RD1 | RD2 | RD1 | RD2 | Pts. |
| ---- | -------- | --- | --- | --- | --- | --- | --- | --- | --- | --- | --- | ---- |
| 1    | BMW      | 3   | 6   | 1   | 1   | 1   | 2   | 7   | 5   | 1   | 3   | 182  |
| 2    | Kawasaki | 1   | 2   | 3   | 3   | 3   | 4   | 4   | 2   | 3   | 2   | 175  |
| 3    | Aprilia  | 4   | 1   | 21  | Ret | 6   | DSQ | 1   | 1   | 2   | 1   | 143  |
| 4    | Yamaha   | 5   | 3   | 8   | 5   | 9   | 5   | 3   | 8   | 8   | 7   | 105  |
| 5    | Honda    |     |     |     |     | 4   | 1   |     |     | 12  | 12  | 46   |
| 6    | Triumph  |     |     | 20  | 20  |     |     | DNS | 17  | 20  | 17  | 0    |
| Pos. | Rider    | POT | POT | GOI | GOI | PIR | PIR | CUR | CUR | GNA | GNA | Pts. |

### Yamalube R3 bLU cRU Cup South America - Categoría Talent
| Pos. | Rider                       | Moto   | Clase | POT | POT | GOI | GOI | PIR | PIR | CUR | CUR | GNA | GNA | Pts. |
| Pos. | Rider                       | Moto   | Clase | RD1 | RD2 | RD1 | RD2 | RD1 | RD2 | RD1 | RD2 | RD1 | RD2 | Pts. |
| ---- | --------------------------- | ------ | ----- | --- | --- | --- | --- | --- | --- | --- | --- | --- | --- | ---- |
| 1    | Gustavo Manso               | Yamaha | TLT   | 4   | 1   | 3   | 1   | 1   | 4   | 2   | 4   | 2   | 5   | 181  |
| 2    | Kevin Fontainha             | Yamaha | TLT   | 3   | 3   | 1   | 2   | 7   | 2   | 1   | Ret | 4   | 2   | 164  |
| 3    | Enzo Valentim Garcia        | Yamaha | TLT   | 1   | 4   | 4   | 9   | 2   | 3   | 3   | 2   | Ret | 6   | 140  |
| 4    | Renan Fui                   | Yamaha | TLT   | 8   | 8   | 10  | 10  | 3   | 6   | 5   | 3   | 3   | 1   | 122  |
| 5    | Kaiwan Freire "Kaká Fumaça" | Yamaha | TLT   | 7   | 6   | 8   | 5   | 4   | 21  | 4   | 5   | 1   | 3   | 116  |
| 6    | Fábio Florian               | Yamaha | TLT   | 9   | 5   | 7   | 3   | 5   | 5   | 6   | 1   | 7   | 17  | 109  |
| 7    | Facundo Mora                | Yamaha | TLT   | 2   | 9   | 6   | 4   | 10  | 23  | 8   | 8   | 5   | 4   | 96   |
| 8    | Caíque Lanna Menzes         | Yamaha | TLT   | 5   | 2   | 2   | 22  | 6   | 22  | 10  | 10  | 6   | 18  | 83   |
| 9    | Enzo Maccapani              | Yamaha | TLT   | 6   | 7   | 5   | Ret | 14  | 7   | 9   | 6   | 10  | 11  | 69   |
| 10   | João Fascinelli             | Yamaha | TLT   | 10  | 11  | 9   | 6   | 12  | 9   | 12  | 9   | 9   | 7   | 66   |
| 11   | Leopoldo Manella            | Yamaha | TLT   | Ret | 10  | 13  | 12  | 9   | 1   |     |     | 12  | 9   | 56   |
| 12   | Lucca Augusto Mello         | Yamaha | TLT   | 12  | 12  | 11  | 13  | 8   | 8   | 7   | 7   | Ret | 12  | 54   |
| 13   | Rafinha Fernandes           | Yamaha | TLT   | 13  | 15  | 14  | 11  | 13  | 11  | 14  | 11  | 8   | 15  | 35   |
| 14   | Julian Nascimento           | Yamaha | TLT   |     |     | 15  | 7   | 11  | DSQ | Ret | 14  | 11  | 8   | 30   |
| 15   | João Arratia                | Yamaha | TLT   | 11  | 13  | 12  | 8   | 16  | 10  | 13  | Ret | 16  | 16  | 29   |
| 16   | Brayann Ligeirinho          | Yamaha | TLT   | 14  | 21  | 20  | 15  | 18  | 15  | 18  | 17  | 13  | 10  | 13   |
| 17   | Matheus Machado             | Yamaha | TLT   | 15  | 19  | 18  | 16  | 20  | 12  | 17  | 19  | 14  | 13  | 10   |
| 18   | Nicolás London              | Yamaha | TLT   |     |     |     |     |     |     | 11  | 12  |     |     | 9    |
| 19   | Cauã Rodrigues              | Yamaha | TLT   | 16  | 16  | 17  | 17  | 19  | 13  | Ret | 15  | 15  | 21  | 5    |
| 20   | Alex Kauã                   | Yamaha | TLT   | 19  | 17  | 22  | 21  | Ret | 17  | 15  | 13  | 18  | 19  | 4    |
| 21   | Miguel Henrique "Carioca"   | Yamaha | TLT   | 18  | 22  | 19  | 14  | 17  | 14  |     |     |     |     | 4    |
| 22   | Alzhan Barrossi             | Yamaha | TLT   | 17  | 14  | 16  | 18  | 15  | 16  | 16  | 16  |     |     | 3    |
| 23   | Enzo Calgaroto Valentim     | Yamaha | TLT   | 20  | Ret |     |     | 22  | 19  | DNS | 18  | 17  | 14  | 2    |
| 24   | Filipe Campos               | Yamaha | TLT   | DSQ | 20  | 23  | 19  | 21  | 18  | 19  | 20  | 19  | 20  | 0    |
| 25   | Lucas Isaias                | Yamaha | TLT   | 21  | 18  | 21  | 20  | 23  | 20  |     |     |     |     | 0    |
| 26   | Kauan Calgaroto             | Yamaha | TLT   | Ret | 23  |     |     | Ret | Ret | 20  | 21  | 20  | DNS | 0    |
| Pos. | Rider                       | Moto   | Clase | POT | POT | GOI | GOI | PIR | PIR | CUR | CUR | GNA | GNA | Pts. |

| Color     | Resultado                                                               |
| --------- | ----------------------------------------------------------------------- |
| Oro       | Ganador                                                                 |
| Plata     | 2.ª plaza                                                               |
| Bronce    | 3.ª plaza                                                               |
| Verde     | Finalizó en los puntos                                                  |
| Azul      | Finalizó sin puntos                                                     |
| Azul      | NC - No clasificado                                                     |
| Violeta   | Ret - No terminó (Carrera)                                              |
| Rojo      | DNQ - No se clasificó                                                   |
| Negro     | DSQ - Descalificado                                                     |
| Blanco    | DNS - No empezó (carrera)                                               |
| Blanco    | WD - Retirado (fin de semana)                                           |
| Blanco    | C - Carrera cancelada                                                   |
| Sin color | DNP - Inscrito pero no participó                                        |
| Sin color | INJ - Lesionado                                                         |
| Sin color | EX - Excluido                                                           |
| Estado    | Resultado                                                               |
| Negrita   | Pole position                                                           |
| Cursiva   | Vuelta rápida                                                           |
| †         | Abandona, pero clasifica al completar el porcentaje requerido para ello |

### Yamalube R3 bLU cRU Cup South America - Categoría PRO
| Pos. | Rider                  | Moto   | Clase | POT | POT | GOI | GOI | PIR | PIR | CUR | CUR | GNA | GNA | Pts. |
| Pos. | Rider                  | Moto   | Clase | RD1 | RD2 | RD1 | RD2 | RD1 | RD2 | RD1 | RD2 | RD1 | RD2 | Pts. |
| ---- | ---------------------- | ------ | ----- | --- | --- | --- | --- | --- | --- | --- | --- | --- | --- | ---- |
| 1    | Rafael Rizada          | Yamaha | PRO   | 3   | 3   | 1   | 1   | 2   | 1   | 1   | 4   | Ret | INF | 165  |
| 2    | Guilherme Soares       | Yamaha | PRO   | 1   | 1   | 4   | 2   | Ret | 2   | 4   | 1   | 6   | 6   | 161  |
| 3    | Willians Piuí          | Yamaha | PRO   | 5   | 5   | 3   | 9   | 1   | 3   | 2   | 2   | 1   | NC  | 151  |
| 4    | Gonzalo Augusto        | Yamaha | PRO   | 9   | 11  | 16  | 11  | 6   | 8   | 3   | 3   | 2   | 2   | 107  |
| 5    | Bruno Ribeiro          | Yamaha | PRO   | Ret | 9   | 6   | 8   | 5   | 6   | 7   | 6   | 4   | 1   | 103  |
| 6    | Diego Hilel            | Yamaha | PRO   |     |     | 8   | 4   | 8   | Ret | 5   | Ret | 12  | 4   | 83   |
| 7    | Fabrício Zamperetti    | Yamaha | PRO   | 7   | 7   | 10  | 5   | 4   | 4   | 13  | NC  | 9   | 5   | 82   |
| 8    | Hebert Pereira         | Yamaha | PRO   | 2   | 2   | 2   | 3   |     |     |     |     |     |     | 76   |
| 9    | Raphael Brito Fletado  | Yamaha | PRO   | 14  | 10  | 9   | 12  | 7   | 7   | 11  | 8   | 8   | 3   | 74   |
| 10   | Alex Schultz           | Yamaha | PRO   |     |     | 7   | 6   | 3   | 5   | 9   | 7   | 7   | NA  | 71   |
| 11   | Luiz Kik Tavares       | Yamaha | PRO   | 11  | 12  | 14  | 15  | 9   | 9   | 10  | 9   | 10  | 11  | 50   |
| 12   | Pierre Balducci        | Yamaha | PRO   | 8   | 8   | 11  | 13  | 13  | Ret | 12  | 11  | 11  | 13  | 44   |
| 13   | Juan Viera             | Yamaha | PRO   |     |     | Ret | 10  |     |     | 8   | 5   | 3   | 16  | 41   |
| 14   | Jesús Bryan            | Yamaha | PRO   | 6   | 6   | 5   | 7   |     |     |     |     |     |     | 40   |
| 15   | Diego Martínez         | Yamaha | PRO   | 4   | 4   |     |     |     |     |     |     |     |     | 26   |
| 16   | Ronnie de Souza        | Yamaha | PRO   | 12  | 13  |     |     | 10  | 13  | 15  | 16  | 13  | 10  | 26   |
| 17   | Ricardo Castilho       | Yamaha | PRO   | 13  | 14  | 12  | 14  | 14  | 18  | 6   | 14  |     |     | 25   |
| 18   | Marcelo Skaf           | Yamaha | PRO   |     |     |     |     | 12  | 11  | 16  | 12  | 5   | DNF | 24   |
| 19   | Edinho Picoloko        | Yamaha | PRO   | 15  | 15  | 13  | 17  | 15  | 15  | 14  | 10  | 15  | 8   | 24   |
| 20   | Flávio Brito           | Yamaha | PRO   | 10  | 18  | 17  | 18  | 11  | 12  | 17  | 15  | 14  | 14  | 20   |
| 21   | Daniel Carlos Henrique | Yamaha | PRO   |     |     |     |     |     |     |     |     | 19  | 7   | 9    |
| 22   | Andreas Burr           | Yamaha | PRO   | 17  | 16  | 15  | 16  |     |     | 20  | 13  | 18  | 12  | 8    |
| 23   | José Altair Tico Moura | Yamaha | PRO   | 16  | 17  | 19  | 19  | 18  | 17  | 18  | Ret | 17  | 9   | 7    |
| 24   | Renan Passos           | Yamaha | PRO   |     |     | DNS | INF | 16  | 10  |     |     | DNS | Ret | 6    |
| 25   | Nestore Guarino        | Yamaha | PRO   | 18  | 19  | 21  | 21  | 19  | 14  | Ret | Wth |     |     | 2    |
| 26   | Gregory Goulart        | Yamaha | PRO   |     |     |     |     |     |     | 21  | 18  | 20  | 15  | 1    |
| 27   | Pedro Buffoni          | Yamaha | PRO   |     |     | 18  | 20  | 17  | 16  | 19  | 17  | 16  | 17  | 0    |
| 28   | Édson Luiz Mamute      | Yamaha | PRO   |     |     | 20  | 22  |     |     |     |     |     |     | 0    |
| Pos. | Rider                  | Moto   | Clase | POT | POT | GOI | GOI | PIR | PIR | CUR | CUR | GNA | GNA | Pts. |

| Color     | Resultado                                                               |
| --------- | ----------------------------------------------------------------------- |
| Oro       | Ganador                                                                 |
| Plata     | 2.ª plaza                                                               |
| Bronce    | 3.ª plaza                                                               |
| Verde     | Finalizó en los puntos                                                  |
| Azul      | Finalizó sin puntos                                                     |
| Azul      | NC - No clasificado                                                     |
| Violeta   | Ret - No terminó (Carrera)                                              |
| Rojo      | DNQ - No se clasificó                                                   |
| Negro     | DSQ - Descalificado                                                     |
| Blanco    | DNS - No empezó (carrera)                                               |
| Blanco    | WD - Retirado (fin de semana)                                           |
| Blanco    | C - Carrera cancelada                                                   |
| Sin color | DNP - Inscrito pero no participó                                        |
| Sin color | INJ - Lesionado                                                         |
| Sin color | EX - Excluido                                                           |
| Estado    | Resultado                                                               |
| Negrita   | Pole position                                                           |
| Cursiva   | Vuelta rápida                                                           |
| †         | Abandona, pero clasifica al completar el porcentaje requerido para ello |

### Sistema de puntuación
Es lícito descartar los tres peores resultados de la temporada.
| Puntuación | 1° | 2° | 3° | 4° | 5° | 6° | 7° | 8° | 9° | 10° | 11° | 12° | 13° | 14° | 15° |
| ---------- | -- | -- | -- | -- | -- | -- | -- | -- | -- | --- | --- | --- | --- | --- | --- |
| Carrera    | 25 | 20 | 16 | 13 | 11 | 10 | 9  | 8  | 7  | 6   | 5   | 4   | 3   | 2   | 1   |

## Cobertura televisiva
Las Carreras de lo Campeonato Brasileño de Superbikes se transmiten por Televisión por Cable incluyendo: ESPN, Fox Sports, Movistar+, CBS Sports y NBC Sports. 

### Cobertura en Brasil
| Transmissão | Transmissão                    |
| ----------- | ------------------------------ |
| SporTV      | Narração: Eugênio Rizzardo     |
| SporTV      | Narração: Rogério Rockenbach   |
| SporTV      | Comentários: Pedro Della Corte |
| SporTV      | Comentários: Karen Battaglia   |

| Transmissão | Transmissão                      |
| ----------- | -------------------------------- |
| Band        | Narração: Eduardo Vaz            |
| Band        | Narração: Márcio Possamai        |
| Band        | Comentários: Gilberto Bertarello |
| Band        | Comentários: Ana Coser Mazutti   |

| Transmissão | Transmissão                         |
| ----------- | ----------------------------------- |
| BandSports  | Narração: Celso Miranda             |
| BandSports  | Narração: Gian Calabrese            |
| BandSports  | Comentários: Robson Amaral          |
| BandSports  | Comentários: Claudia Refatti Benato |

| Transmissão | Transmissão                   |
| ----------- | ----------------------------- |
| YouTube     | Narração: Octávio Muniz       |
| YouTube     | Narração: Thiago Fabris       |
| YouTube     | Comentários: Ivar Castagnetti |
| YouTube     | Comentários: Henrique Gava    |

### Otros países
- Colombia: RCN Televisión y RCN HD2
- Portugal: Sport TV
- Reino Unido: BT Sport
- Canadá: Sportsnet
- España: Movistar+
- Hispanoamérica: ESPN y Star+

### Enlaces de transmisión
| Internet (Global) |
| ----------------- |
| YouTube           |
| Motorsport.tv     |
| Facebook          |
| Zoome             |
| Catve.com         |
| Auto Videos       |
| Twitch            |